# IDW Publishing
IDW Publishing ist ein US-amerikanischer Comicverlag mit Sitz in San Diego, der 1999 als Verlagshaus der Idea and Design Works, LLC gegründet wurde. IDW zählt neben Marvel, DC, Image und Dark Horse zu den fünf umsatzstärksten US-amerikanischen Comicverlagen. Der Verlag ist insbesondere für seine Comic-Adaptionen von Filmen und Fernsehserien wie Doctor Who und Star Trek bekannt.

## Geschichte
Idea and Design Works, LLC wurde 1999 von einer Gruppe von Unternehmern und Künstlern gegründet, um Veröffentlichungen mit Bezug zu Videospielen, Filmen und Fernsehserien zu entwickeln. Neben dem daraus hervorgegangenem Comic Verlag IDW Publishing gehören zur Unternehmensgruppe seit 2013 der Filmverlag IDW Entertainment sowie seit 2014 der Spieleverlag IDW Games. Bereits 2002 konnte der damals noch junge Verlag internationale Anerkennung mit dem Gewinn zweier Spectrum Awards für Ashley Woods Popbot erringen. 2007 wurde die Reihe 30 Days of Night von Steve Niles und Ben Templesmith unter der Regie von David Slade verfilmt. Seit 2010 erhält IDW insbesondere mit der Reihe Richard Stark's Parker des mittlerweile verstorbenen Zeichners und Autoren Darwyn Cooke regelmäßig Eisner und Harvey Awards. 2012 erlangte IDW Aufmerksamkeit durch die Erstausgabe ihrer neuen Reihe My Little Pony: Friendship is Magic, da diese im Erscheinungsmonat mit über 100.000 Vorbestellungen vor Veröffentlichungen der Konkurrenten von Marvel und DC lagen. Für die 2015 begonnene Reihe Zombies vs. Robots von Ashley Wood und Chris Ryall ist eine Verfilmung unter der Regie von Andrew Adamson geplant, die neben IDW von Michael Bay produziert werden soll.

## Publikationen (Auswahl)
- 30 Days of Night (2002), Steve Niles, Ben Templesmith
- Dragon Age (2011), Orson Scott Card, Humberto Ramos
- G.I. Joe (2008-), diverse Autoren
- Locke & Key (2008–2013), Joe Hill, Gabriel Rodríguez
- Metal Gear Solid (2004–2006), Ashley Wood, Kris Oprisko
- My Little Pony: Friendship is Magic (2012-), diverse Autoren
- Popbot (2001-), Ashley Wood
- Richard Stark's Parker (2009–2013), Darwyn Cooke
- Sonic the Hedgehog (2018-), Ian Flynn, Tracey Yardley, Tyson Hesse[5]
- Star Trek (2007-), diverse Autoren
- Tank Girl (2007–2010), Alan C. Martin, Ashley Wood
- Teenage Mutant Ninja Turtles (2011-), Kevin Eastman, u. a.
- Zombies vs. Robots (2015-), Chris Ryall, Ashley Wood

## Auszeichnungen (Auswahl)

### Eisner Awards
- 2014 Best Adaption: Darwyn Cooke, Richard Stark's Parker: Slayground
- 2014 Best Lettering: Darwyn Cooke, Richard Stark’s Parker: Slayground
- 2013 Best Adaption: Darwyn Cooke, Richard Stark's Parker: The Score
- 2012 Best Short Story: Darwyn Cooke, Richard Stark's Parker: The Martini Edition
- 2011 Best Writer: Joe Hill, Locke & Key
- 2011 Best Writer/Artist: Darwyn Cooke, Richard Stark's Parker: The Outfit
- 2010 Best Adaption: Darwyn Cooke, Richard Stark's Parker: The Hunter

### Harvey Awards
- 2013 Best Adaption: Darwyn Cooke, Richard Stark's Parker: The Score
- 2011 Best Artist: Darwyn Cooke, Richard Stark's Parker: The Outfit
- 2011 Best Writer/Artist: Darwyn Cooke, Richard Stark's Parker: The Outfit
- 2010 Best Writer/Artist: Darwyn Cooke, Richard Stark's Parker: The Hunter
- 2010 Best Colorist: Laura Martin, The Rocketeer: the Complete Adventures

### Spectrum Awards
- 2002: Gold Award in Advertising: Popbot, Ashley Wood
- 2002: Gold Award in Comic: Popbot, Ashley Wood